# Mamadou Dioume
Mamadou Dioume (Dakar, 16 giugno 1945) è un attore teatrale, regista teatrale e pedagogo senegalese naturalizzato francese.

## Biografia
Si diploma presso l'Istituto Nazionale delle Arti del Senegal (INAS) dove consegue il primo premio “Prix de tragèdie” e interpreta numerosi importanti ruoli. Nel 1968 si fa riconoscere per il ruolo di Creonte nell'Antigone di Jean Anouilh, grazie al quale entra nel Teatro Nazionale Daniel Sorano, dove lavora fino al 1984 sotto la direzione di Raymond Hermantier, compagno di Jean Vilar.
Nel marzo del 1984 viene notato da Peter Brook che lo invita ad interpretare Bhima, il figlio del vento dalla forza prodigiosa, nel "Mahābhārata", Interpreterà questo ruolo sia in francese sia in inglese durante la tournée teatrale mondiale durata fino al 1988. Dopo il lavoro teatrale, gli viene proposto lo stesso ruolo per la versione cinematografica nel settembre 1988. Continua poi la collaborazione con Peter Brook e a la compagnia CICT, interpretando altre opere, tra le quali “La Tragèdie de Carmen”, “Woza Albert”, “La Tempète”.
Ha inoltre diretto numerosi spettacoli nel mondo (in Norvegia, Francia, Africa..) e in Italia (a Torino, Napoli, Firenze, Roma, Bologna..) e preso parte in numerose produzioni cinematografiche tra le quali “The Tempest” di Julie Taymor. Dal 1991 dirige workshop e masterclass per attori in Africa e in tutta Europa arrivando a conseguire le conoscenze per trasmettere la forza delle sue tradizioni agli allievi europei. Ha diretto percorsi di formazione in tutta Italia collaborando con diverse associazioni. 
Nel 2011 è uno dei Maestri presso il Centro di Creazione Teatrale "Policardia Teatro" in Toscana diretto da Andrea Elodie Moretti, insieme a Bruce Myers, Corinne Jaber e Jean-Paul Dénizon.
Nel 2015 torna alle scene con “Frammenti da Cechov” per la regia di Gina Merulla interpretando “Il Canto del Cigno” mentre nel 2016 impersona il Nero in “The Sunset Limited” con la regia di Andrea Elodie Moretti accanto a Jean Paul Denizon e “Othello” presso il Teatro Civico di Vercelli. Nel 2017 interpreta Zakea in “Apartheid” e nel 2019 “Il quarto vuoto” al Teatro Hamlet di Roma, entrambi scritti e diretti da Gina Merulla; nel 2022 è la volta di “Edipo a Colono”, proposto al Festival di Segesta.

## Carriera

### Attore (teatro)
- Antigone, regia di Jean Anouilh
- Mahābhārata, regia di Peter Brook (1984-1988)
- La Tempète, regia di Peter Brook
- La Tragèdie de Carmen, regia di Peter Brook
- Woza Albert, regia di Peter Brook
- Frammenti da Cechov, regia di Gina Merulla
- The Sunset Limited, regia di Andrea Elodie Moretti
- Apartheid, regia di Gina Merulla
- Edipo a Colono, regia di Gina Merulla

### Attore (cinema)
- Ceddo, regia di Ousmane Sembène (1977)
- Colpo di spugna, regia di Bertrand Tavernier (1981)
- Mahābhārata, regia di Peter Brook (1989)
- Iago, regia di Volfango De Biasi (2009)
- Il mistero di Dante (2014), di Louis Nero, -interpreta se stesso a fianco del Premio Oscar F. Murray Abraham-
- Caracas, regia di Marco D'Amore (2024)